# 2006年鐵路
此條目列出2006年發生有關鐵路運輸的事件。

## 事件

### 2月
- 2月2日：港灣人工島線通車。
- 2月4日：都靈地鐵通車。
- 2月10日：米蘭－都靈高速鐵路通車。
- 2月19日：連結阿什哈巴德與達沙古茲的卡拉庫姆橫貫鐵路（英语：Trans Karakum railway）通車[1]。

### 3月
- 3月1日：JR西日本的富山港線停運，預備交由富山輕軌營運。
- 3月4日：基輔地鐵瑟雷茨-佩切拉線加設維爾利察站。
- 3月16日：大田都市鐵道1號線通車。
- 3月18日：北海道旅客鐵道廢除一系列車站，九州旅客鐵道、IGR岩手銀河鐵道、近江鐵道各自開設新車站。
- 3月27日：百合鷗東京臨海新交通臨海線由有明站延長至豐洲站。京阪奈線通車。
- 3月30日：西濃鐵道停運市橋線與晝飯線。

### 4月
- 4月1日：南海電氣鐵道貴志川線改由和歌山電鐵營運。
- 4月1日：遂渝鐵路通車。
- 4月24日：北海道池北高原鐵道全線停運。
- 4月29日：富山港線由富山輕軌重新營運。

### 5月
- 5月26日：柏林火車總站正式啟用。
- 5月27日：台北捷運土城線延長至永寧。

### 6月
- 6月9日：倫敦地鐵肖迪奇站關閉。
- 6月12日：天津地鐵1號線恢復營運。
- 6月15日：橫濱市營地下鐵1號線與3號線統稱為藍線。
- 6月20日：阪急電鐵宣佈已經完成收購和控制阪神電氣鐵道[2]。
- 6月25日：芝加哥地鐵粉紅線通車。
- 6月29日：伊斯坦堡地鐵F1線（英语：F1 (Istanbul Metro)）通車。
- 6月30日：京釜線開設振威站和芝制站。

### 7月
- 7月1日：青藏鐵路全線通車，成為世界最高的鐵路[3][4]。重慶軌道交通2號線延長至新山村站。
- 7月6日：多倫多皮爾遜國際機場旅客捷運系統通車。

### 8月
- 8月5日：敦煌鐵路通車。
- 8月30日：莫斯科地鐵菲利線由商業中心站延長至國際站。
- 8月31日：坪內站改為坪內好坪站。

### 9月
- 9月18日：昂坪360正式啟用。

### 10月
- 10月1日：桃花台線停運。

### 11月
- 11月3日：洛斯特克斯地鐵通車。
- 11月17日：丹佛輕軌E線（英语：E Line (RTD)）、H線（英语：H Line (RTD)）通車。
- 11月18日：瓦倫西亞地鐵對外開放試營運。
- 11月25日：馬拉開波地鐵通車。

### 12月
- 12月1日：神岡鐵道停運。
- 12月1日：臺鐵新烏日車站、新左營車站啟用。
- 12月15日：京元線複線電氣化。
- 12月18日：上海軌道交通3號線延長至江楊北路站。
- 12月22日：聖彼得堡地鐵莫斯科－彼得格勒線由啟蒙大道站延長至帕爾納斯站。
- 12月24日：大阪市營地下鐵今里筋線通車，來往井高野站至今里站[5]。
- 12月24日：上海軌道交通2號線延長至中山公園站。
- 12月30日：廣州地鐵4號線延長至黃閣站。
- 12月31日：為配合中國鐵路第六次大提速，全國鐵路線進行整合，原來多條首尾相接的鐵路線進行合併。